# Франсин Матюс
Франсин Матюс (на английски: Francine Mathews) е американска писателка на произведения в жанра трилър и шпионски роман. Пише исторически трилъри под псевдонима Стефани Барън (на английски: Stephanie Barron).

## Биография и творчество
Франсин Матюс, с рожд. име Франсин Стефани Барън, е родена на 23 май 1963 г. в Бингамтън, щат Ню Йорк, САЩ. Най-малката от шестте сестри в севмейството на генерал от Военновъздушните сили. Израства във Вашингтон. Завършва девическото католическо училище училище в Джорджтаун. Получава през 1985 г. бакалавърска степен по европейска история от Принстънския университет и посещава курса по творческо писане „Литература на фактите“ при писателя Джон Макфий. Докато следва пише за университетския вестник „The Daily Princetonian“. Печели стипендия по хуманитарни науки от Фондация „Артър У. Мелън“ в последната си година.
След дипломирането си работи в „The Miami Herald“ и „The San Jose Mercury News“. Следва магистратура по история на Латинска Америка в Станфордския университет. После в продължение на четири години в периода 1988 – 1993 г. работи като разузнавателен анализатор в ЦРУ. Заедно с работата си започва да пише трилъри.
Първият ѝ роман „Death in the Off Season“ (Смърт извън сезона) от поредицата „Мери Фолджър“ е издаден през 1993 г. Полицайката Мередит Фолджър, новобранец в работата си в Нантакет, се сблъсква със случай на заплетено убийство, и трябва да се докаже пред дългата гама от полицаи в нейната фамилия, включително баща ѝ, който е и неин шеф. Поредицата показва трудния живот и икономическите проблеми в съвременна Нова Англия. След успеха на романа тя напуска работата си, премества се със съпруга си в Колорадо, и се посвещава на писателската си кариера.
Втората ѝ поредица „Каролайн Кармайкъл“ са шпионски трилъри, базирани на работата ѝ в ЦРУ.
Като Стефани Барън (нейните средни и момински имена) пише исторически трилъри с участието на английската писателка Джейн Остин (1775 – 1817) като любителска игра в началото на 1800-те. Първият роман от поредицата „Jane and the Unpleasantness at Scargrave Manor“ (Джейн и неприятностите в имението Скаргрейв) е издаден през 1996 г. Книгите са представени като изгубени дневници, просто редактирани от Барън. Писателката извършва задълбочени изследвания на кореспонденцията на Остин като ключов източник за развитие на художествения сюжет.
Франсин Матюс живее със семейството си в Денвър, Колорадо.

## Произведения

### Като Франсин Матюс

#### Самостоятелни романи
- The Secret Agent (2002)
- The Sunken Sailor (2004) – със Саймън Брет, Ян Бърк, Дороти Канел, Маргарет Коел, Дебора Кромби, Айлийн Драйер, Каролин Харт, Едуард Марстън, Шаран Нюман, Александра Рипли, Уолтър Сатъртуейт, Сара Смит и Каролин Уит
- The Alibi Club (2006)
- Jack 1939 (2012)
- Too Bad to Die (2015)
Твърде лош, за да умре, изд.: „Сиела“, София (2015), прев. Христо Димитров

#### Серия „Мери Фолджър“ (Merry Folger)
1. Death in the Off Season (1993)
2. Death in Rough Water (1995)
3. Death in a Mood Indigo (1997)
4. Death in a Cold Hard Light (1998)
5. Death on Nantucket (2017)
6. Death on Tuckernuck (2020)

#### Серия „Каролайн Кармайкъл“ (Caroline Carmichael)
1. The Cut Out (2001)
2. Blown (2005)

### Като Стефани Барън

#### Самостоятелни романи
- A Flaw in the Blood (2008)
- The White Garden (2009)
- That Churchill Woman (2019)

#### Серия „Джейн Остин“ (Jane Austen)
1. Jane and the Unpleasantness at Scargrave Manor (1996)
2. Jane and the Man of the Cloth (1997)
3. Jane and the Wandering Eye (1998)
4. Jane and the Genius of the Place (1999)
5. Jane and the Stillroom Maid (2000)
6. Jane and the Prisoner of Wool House (2001)
7. Jane and the Ghosts of Netley (2003)
8. Jane and His Lordship's Legacy (2005)
9. Jane and the Barque of Frailty (2006)
10. Jane and the Madness of Lord Byron (2010)
11. Jane and the Canterbury Tale (2011)
12. Jane and the Twelve Days of Christmas (2014)
13. Jane and the Waterloo Map (2016)